# Erythrocera palawana
Erythrocera palawana là một loài ruồi trong họ Tachinidae.